# Абдулла Бухари

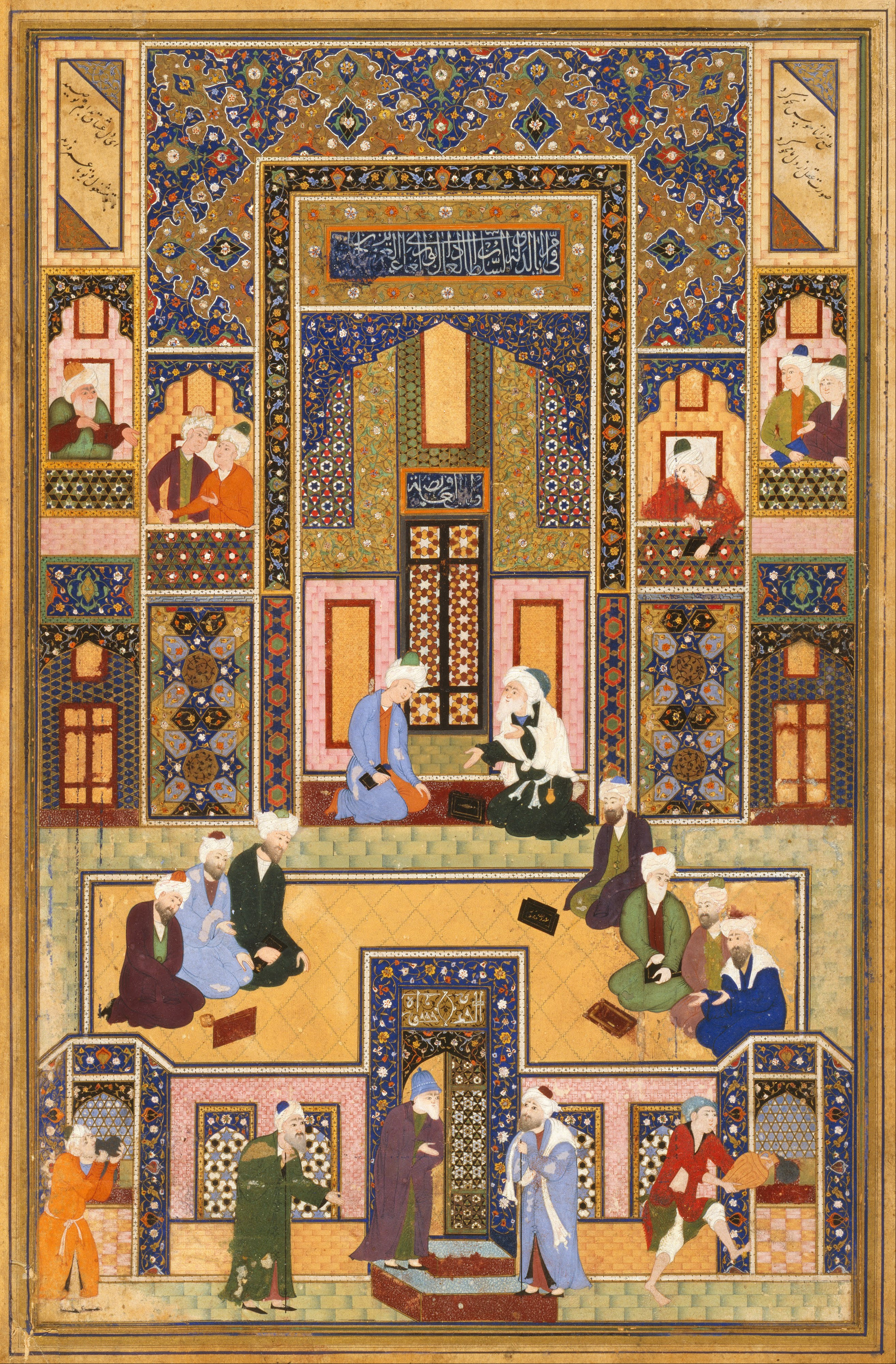
Абдулла. Беседа теологов. Бухара, 1540-50гг, Музей Нельсона-Аткинса. Канзас Сити. Первый тип миниатюр Абдуллы. Построение композиции позаимствовано из произведений Бехзада: симметричное расположение фигур и архитектурные кулисы, создающие иллюзию глубины пространства. На одной из книг, лежащих перед теологом надпись: "Абд Алла мусаввир" (художник Абдулла)

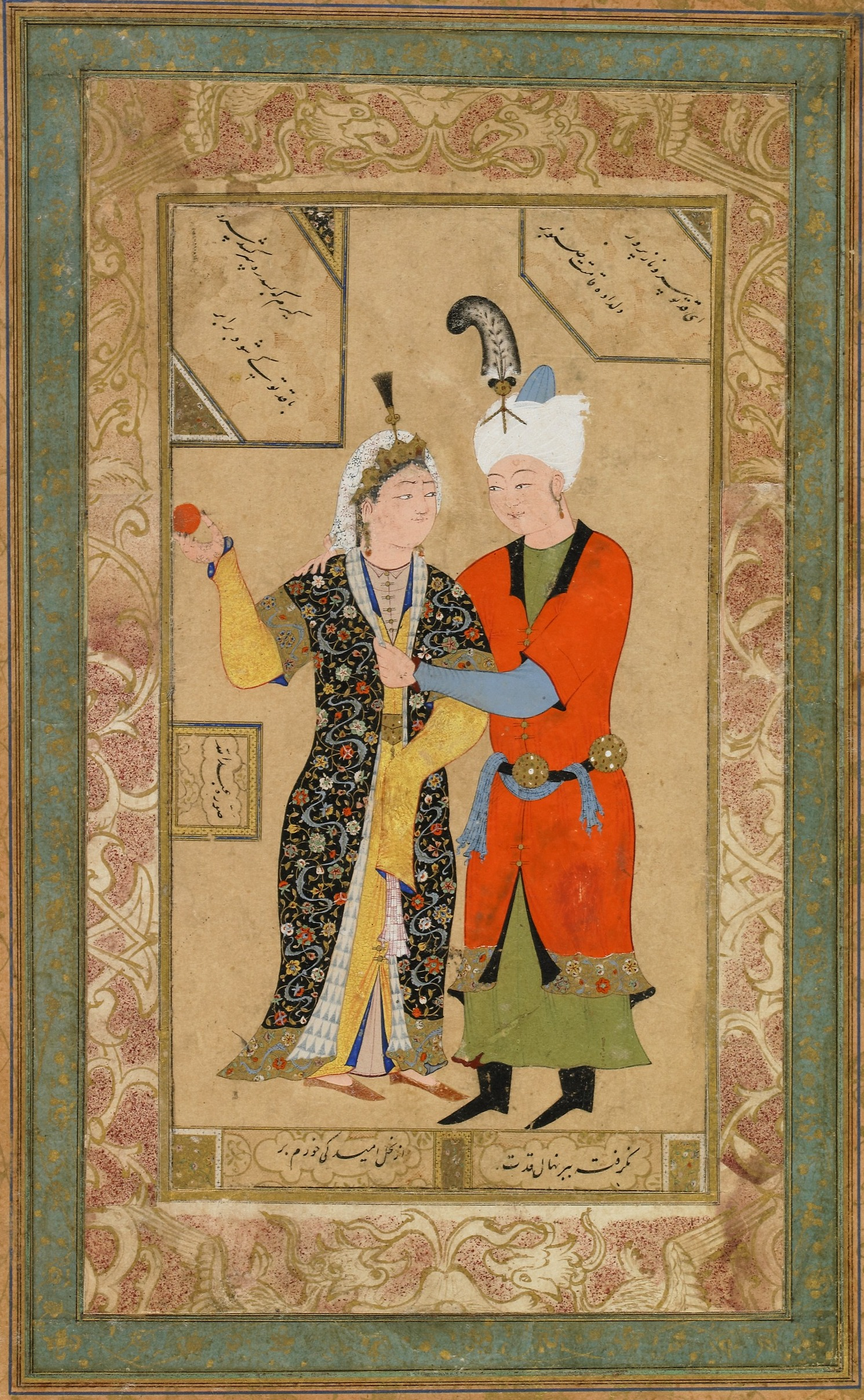
Абдулла. Принц обнимающий принцессу. Бухара, ок 1550г, Галерея Фрир и Саклер, Вашингтон. Второй тип миниатюр Абдуллы. Слева от фигур в квадратном колофоне подпись "Нарисовал Абдулла".

Абдулла Бухари или Абдулла Мусаввир Хорасани (работал в Бухаре в сер. XVI в.) – персидский художник эпохи Бухарского ханства, представитель бухарской школы миниатюры.

## Биографические сведения.
Точные даты рождения и смерти Абдуллы неизвестны. Неизвестно также, откуда он был родом. Об этом мастере сохранилось крайне мало сведений. Османский литератор, биограф и историк Мустафа Али Челеби эфенди (1541-1600) в своём труде «Манакиб-и хунарваран» («Деяния наделённых талантом»), сообщает, что Абдулла был учеником Шейхзаде, который в свою очередь обучался у самого Бехзада. По другой версии, его учителем был Махмуд Музаххиб, который тоже был одним из лучших учеников Бехзада. Известно также, что Абдулла Бухари наряду с Махмудом Музаххибом был ведущим мастером китабхане хана Абдалазиза, правившего в Мавераннахре в 1540-49 годах.
Абдалазиз-хан из рода шейбанидов унаследовал китабхане от  своего отца Убайдуллы и приложил немало усилий, чтобы поддерживать её как главный культурный центр своего государства. Главой библиотеки-мастерской при нём был маулана Султан Мирек ал-Мунши, а большинство художников были выходцами из Герата. После смерти этого хана, в государстве возникла смута, продолжавшаяся несколько лет, предел которой положил Абдулла-хан II (правил 1557-1598). При этом просвещённом правителе, смелом воине и поклоннике литературы и искусства, возник новый расцвет местной культуры. Художник Абдулла Бухари все эти годы продолжал служить в ханской китабхане и участвовать в иллюстрировании рукописей. По мнению одних исследователей, он продолжал трудиться до 1570-х годов, по мнению других – до середины 1580-х.

## Творчество.
Миниатюры, имеющие подпись Абдуллы, делятся  на два достаточно разных типа, и это обстоятельство вызвало у исследователей сомнения в том, являются ли они продуктом творчества одного и того же Абдуллы, или это два разных художника с одинаковым именем. К первому типу принадлежат миниатюры, в композициях и исполнении которых видно подавляющее влияние гератской школы и творчества Бехзада, что соответствует характеристике, данной художнику османским историком Мустафой Али  - «был учеником Шейхзаде» (известно, что Шейхзаде в своих произведениях строго следовал урокам Бехзада). Действительно, имеющая подпись Абдуллы миниатюра «Беседа теологов» из собрания музея Нельсона Аткинса в Канзас Сити повторяет композиционные схемы Бехзада, опробованные им в предыдущем XV веке – симметрично расположенные фигуры в кулисах разукрашенного дворца, который своей внутренней архитектурой создаёт некоторую иллюзию глубины пространства. Такое построение сцены можно видеть в миниатюре Бехзада «Нищий, которого не пустили в мечеть» из «Бустана» Саади от 1488-89гг – рукописи, хранящейся в Каире; возможно, именно она послужила для Абдуллы образцом.
Миниатюры такого же типа с подписями Абдуллы и Махмуда Музаххиба – ученика и строгого последователя Бехзада, содержатся в копии «Бустана» Саади, исполненной в 1542-49 годах и имеющей посвящение Абдалазиз-хану  (собрание Гюльбенкяна, Лиссабон). Эти миниатюры также повторяют бехзадовские композиционные схемы, некоторые из них просто являются как бы авторскими копиями композиций прославленного персидского мастера.
После смерти хана Абдалазиза в 1549г., когда Мавераннахр охватила смута, и до утверждения на бухарском троне Абдуллы-хана II в 1557 году, Махмуд Музаххиб и Абдулла, продолжали жить в Бухаре и служить новым правителям. Сборник поэзии Алишера Навои, разделённый сегодня между Национальной Библиотекой Франции, Париж, и Бодлианской библиотекой, Оксфорд, имеет посвящение правителю Бухары Яр Мухаммад-султану и датирован 1553 годом. В нём есть миниатюра с подписью Махмуда Музаххиба, и композиции, перекликающиеся с произведениями Абдуллы.
Совсем другой тип миниатюр с подписью Абдуллы представляют собой композиции с обнимающимися влюблёнными парами – тема, которая была особенно популярна в  живописи Бухары времён правления Абдуллы-хана II. Сюжет с любовными парами впервые появился в сефевидской живописи начала XVI века, а затем распространился в Бухаре. По мнению современных историков искусства, подобные сюжеты с изображениями превратностей любви, носят аллегорический характер. В представлениях суфиев возвышенная любовь являлась средством более глубокого постижения Бога, и миниатюры с изображениями влюблённых для одних были воплощением радости человеческого бытия, а для других демонстрацией ложного пути,  «несовершенства наших стремлений и ограниченности человеческого разума, который казалось бы достиг желаемого, но оно не даётся и ускользает».
Эксперты отмечают, что если первый тип миниатюр Абдуллы по сути – это типичная живопись  XV века, то второй тип - это уже несомненный XVI век. Кроме того, в этих миниатюрах изображается иной тип лица («как полная Луна»). Впрочем, эта разница может быть свидетельством не существования в Бухаре двух разных художников с именем «Абдулла», а признаком того, что мастер со временем адаптировал свою живопись к местному, среднеазиатскому этническому типу. Он перестал следовать наработанным гератским схемам, и стал более опираться на наблюдения из реальной жизни. Такова  миниатюра «Принц обнимающий принцессу» из Галереи Фрир, Вашингтон (подписана «Абдулла» ок. 1550г). Другим вариантом этой же композиции является миниатюра «Влюблённые» из Британского музея, Лондон (ок. 1565г). Разворот из копии «Бустана» Саади, исполненной в 1575-76 гг. (Государственная Публичная библиотека, Санкт Петербург), на котором изображены две пары влюблённых, вызывает у ряда исследователей сомнение в авторстве Абдуллы, тем не менее, в этих не имеющих подписи автора миниатюрах присутствуют все признаки его художественного почерка.
В 2013 году на аукционе Кристис была продана миниатюра «Борьба двух верблюдов», имеющая подпись Абдуллы, которая, по-видимому, представляет собой авторскую копию работы Бехзада с таким же названием, в связи с чем вновь возникли вопросы о связях творчества Абдуллы с искусством XV века, и его месте в искусстве века XVI-го.

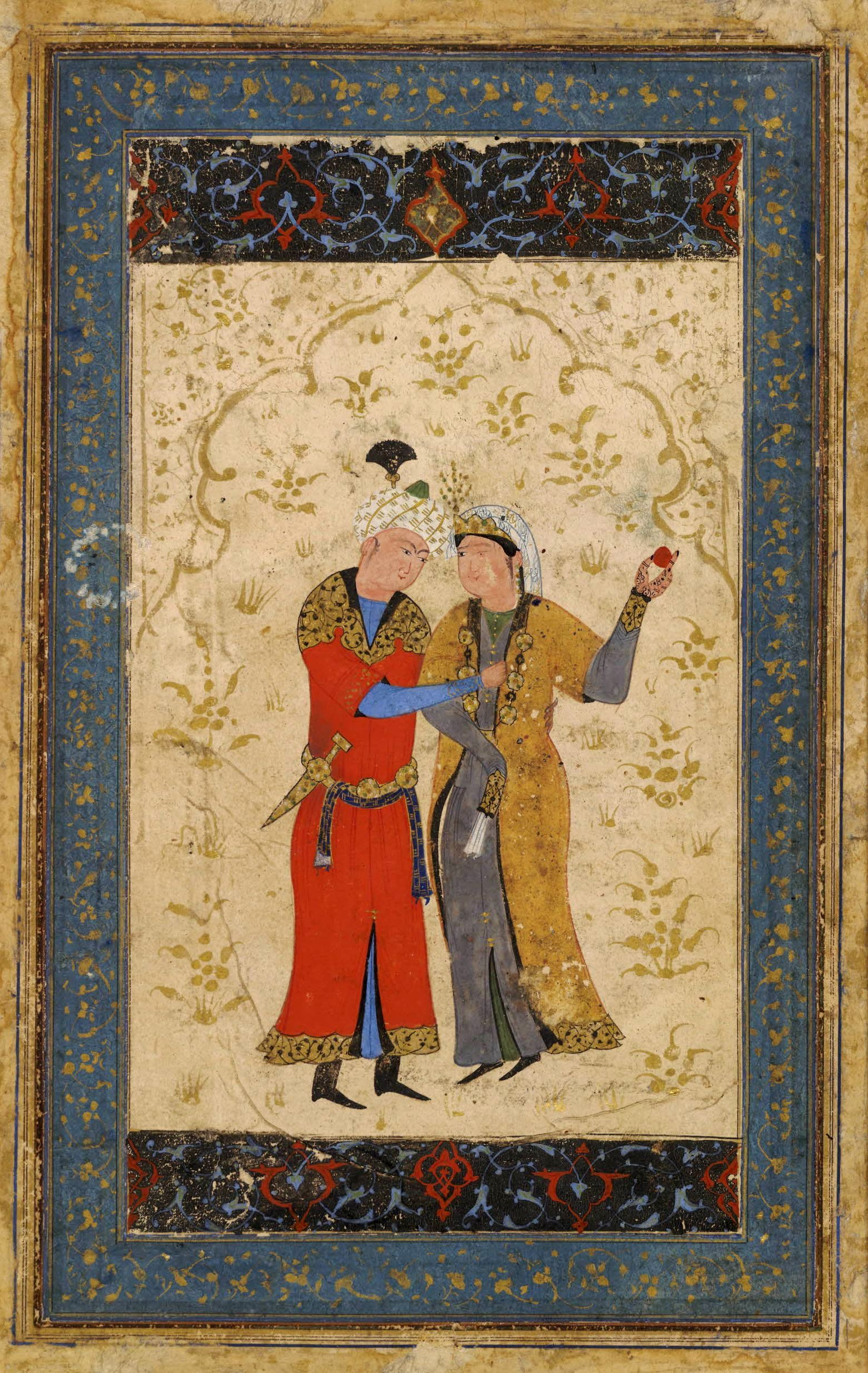
Влюблённые. Бухара, ок. 1565г, Британский музей, Лондон
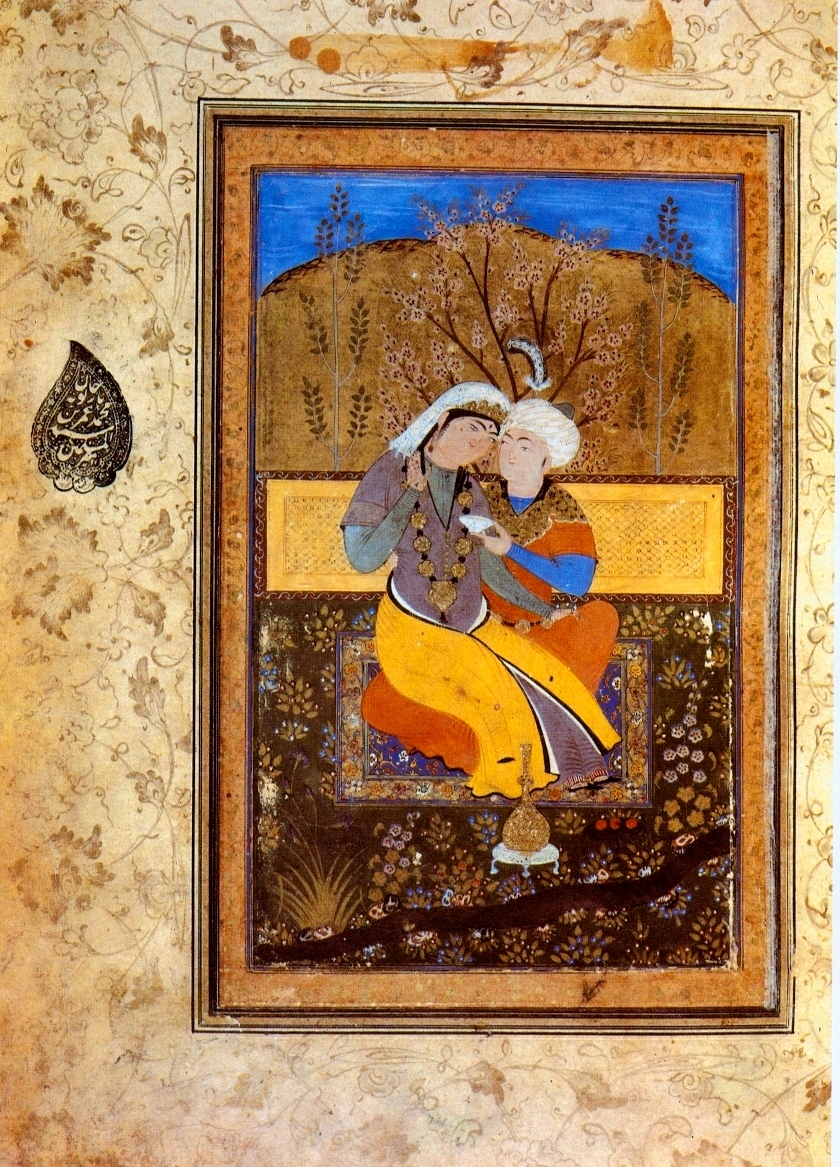
Влюблённые. Левая сторона диптиха. Бухара, 1570-е гг, ГПБ Санкт Петербург
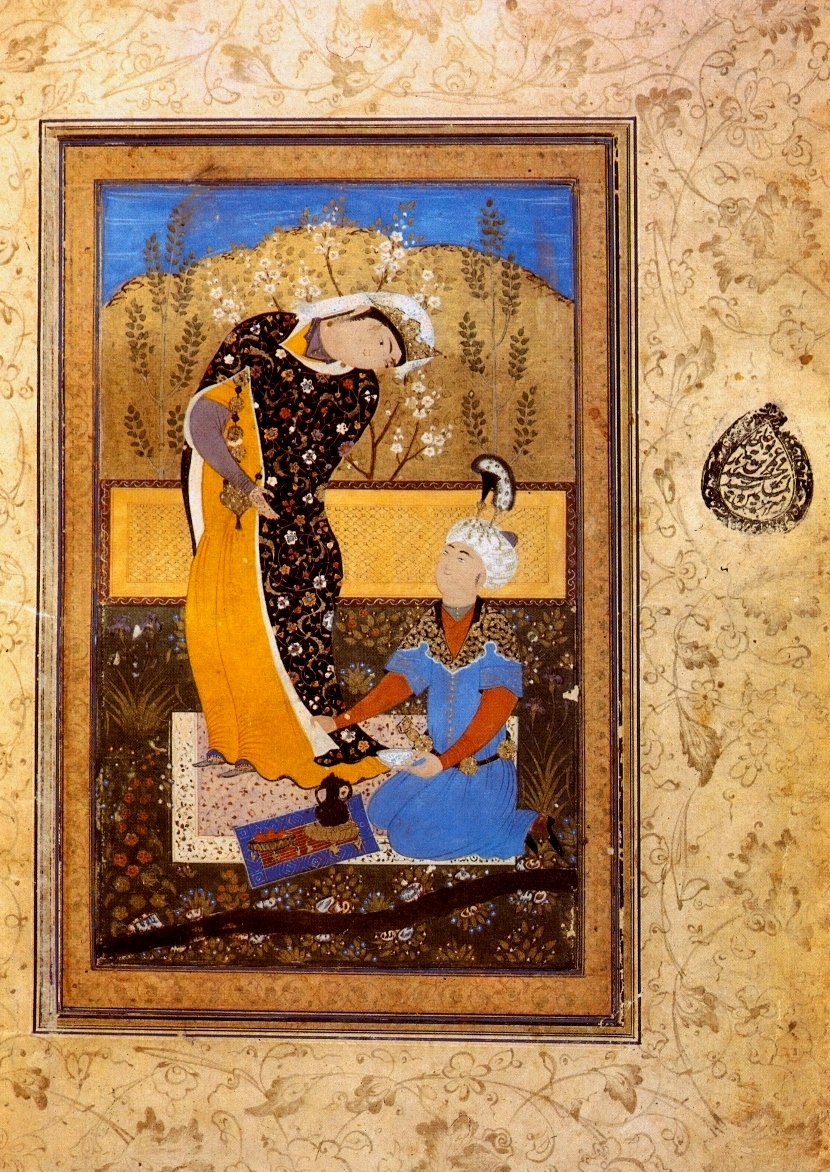
Влюблённые. Правая сторона диптиха. Бухара, 1570-е гг, ГПБ Санкт Петербург
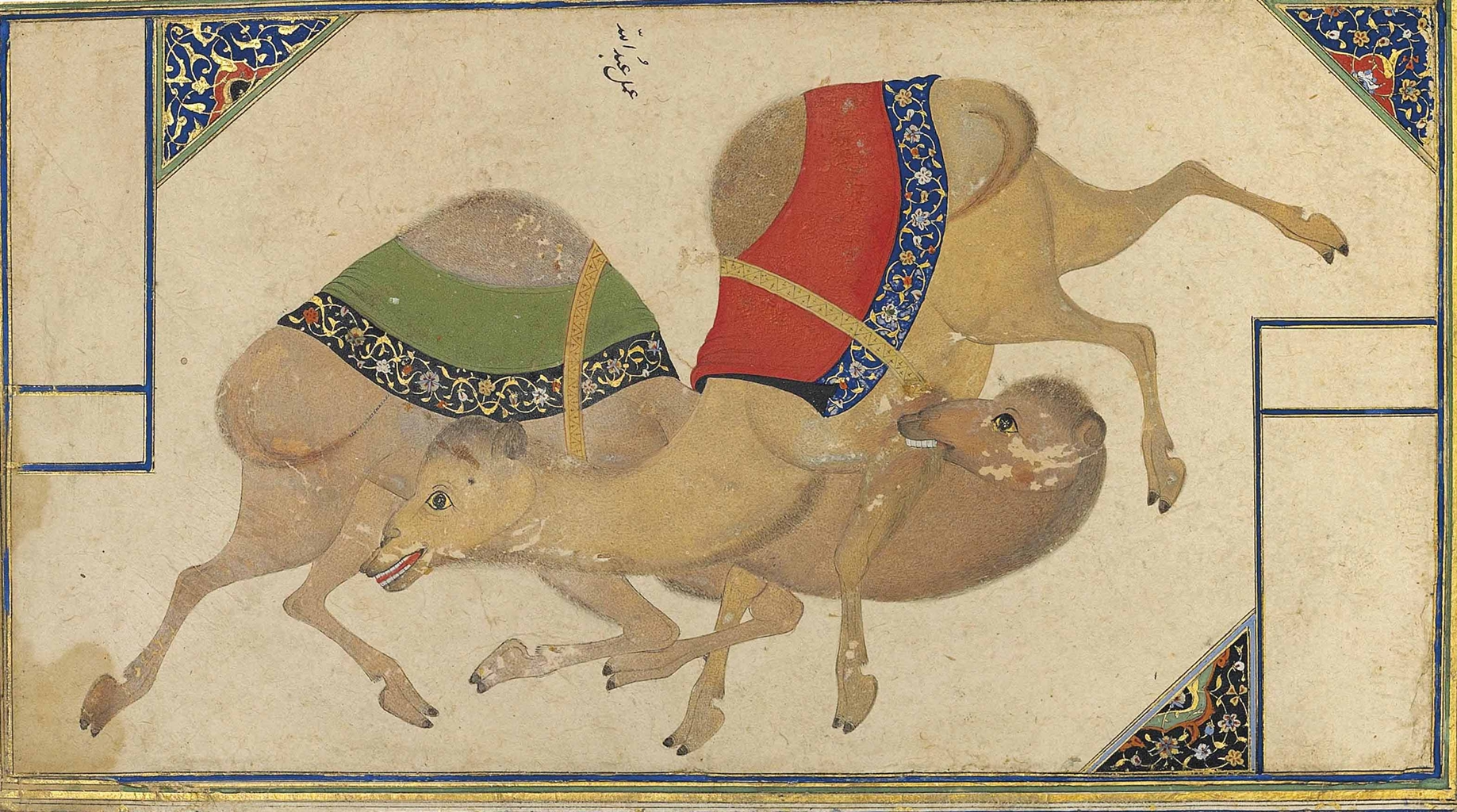
Борьба двух верблюдов. ок. 1550г, Аукцион Кристис 2013г.